# Treckschute

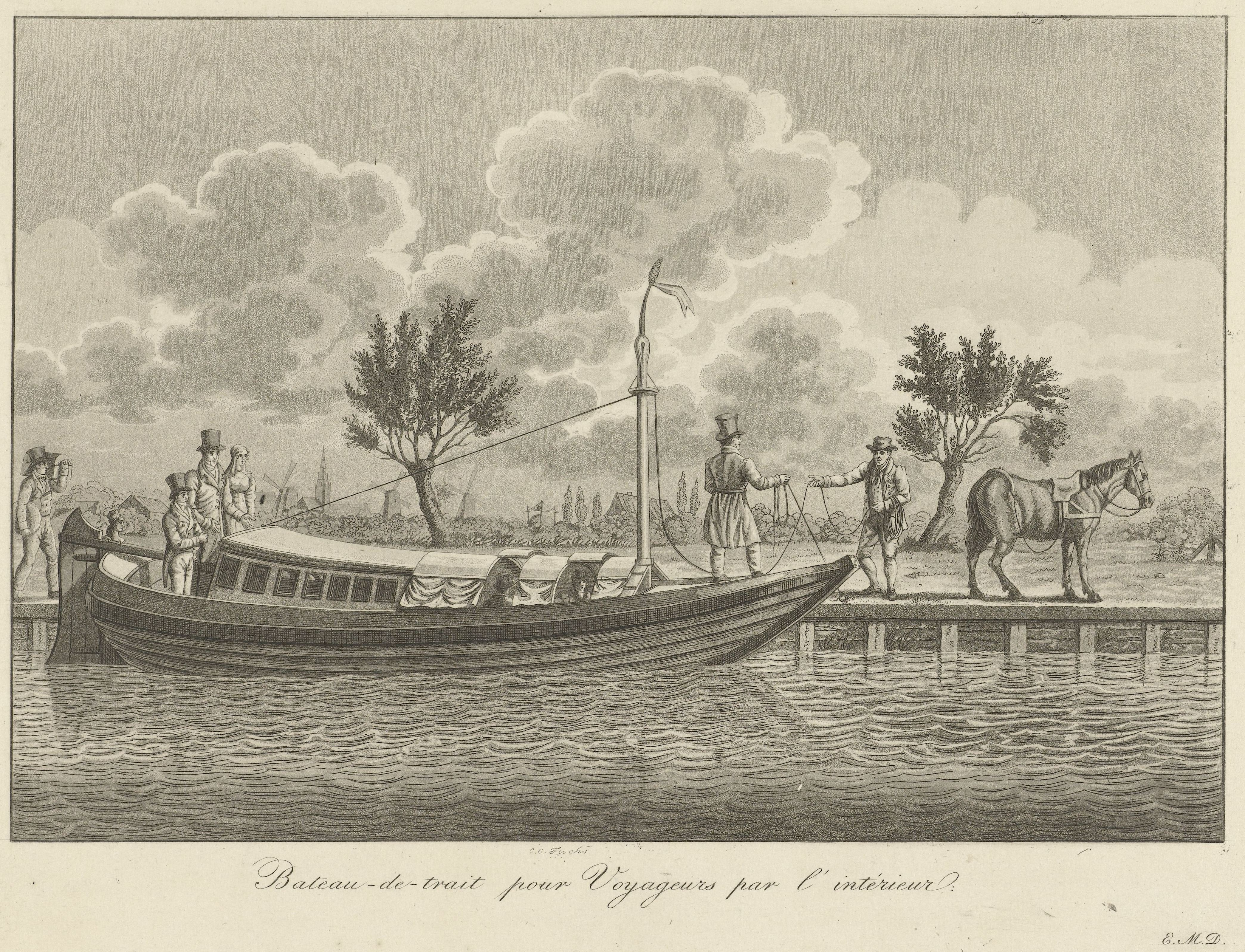
Treckschute mit Passagieren, Aquatinta von Carl Cristiaan Fuchs, 19. Jahrhundert

Eine Treckschute (auch Treckschüte oder Treckschüt, niederl. trekschuit) ist ein Holzboot für Passagiere und Fracht ohne eigenen Antrieb (Schute), das von Zugtieren und mitunter auch von Menschen getreidelt (getreckt) wurde. Mit dem sogenannten Treckseil wurden die Boote vom Leinpfad (Treckweg) an den Ufern aus über Kanäle und ruhige Flüsse gezogen. Die Boote waren geschlossen und mit Bänken ausgestattet. Sie fuhren ähnlich wie Postkutschen auf festen Linien nach einem Fahrplan. Treckschüten waren vor allem in den Niederlanden gebräuchlich.
Dort entstand ab dem 16. Jahrhundert ein Netz von Verbindungen, das als frühes öffentliches Verkehrssystem bezeichnet werden kann. Der erste für Treckschuten angelegte Kanal verband ab 1587 Rotterdam und Delft. Später kamen immer mehr Kanäle hinzu, und die zunächst getrennten Verbindungen wurden nach und nach zu einem großen Netz. Die Zentren waren dabei Amsterdam und Rotterdam. Um 1700 war das Netz der Treckschuten in den Niederlanden 700 Kilometer lang.
Eine Treckschüt bot meist Platz für etwa 30–40 Reisende, die auf seitlichen Bänken unter Deck saßen. Die Schuten transportierten auch Güter, insbesondere wertvolle Waren. Die Zugtiere wurden von einem Treiber geführt. Die durchschnittliche Reisegeschwindigkeit betrug 3–7 km/h. Mit dem Aufkommen der Chausseen, der Eisenbahn und der Dampfschifffahrt verschwanden die Treckschuten.

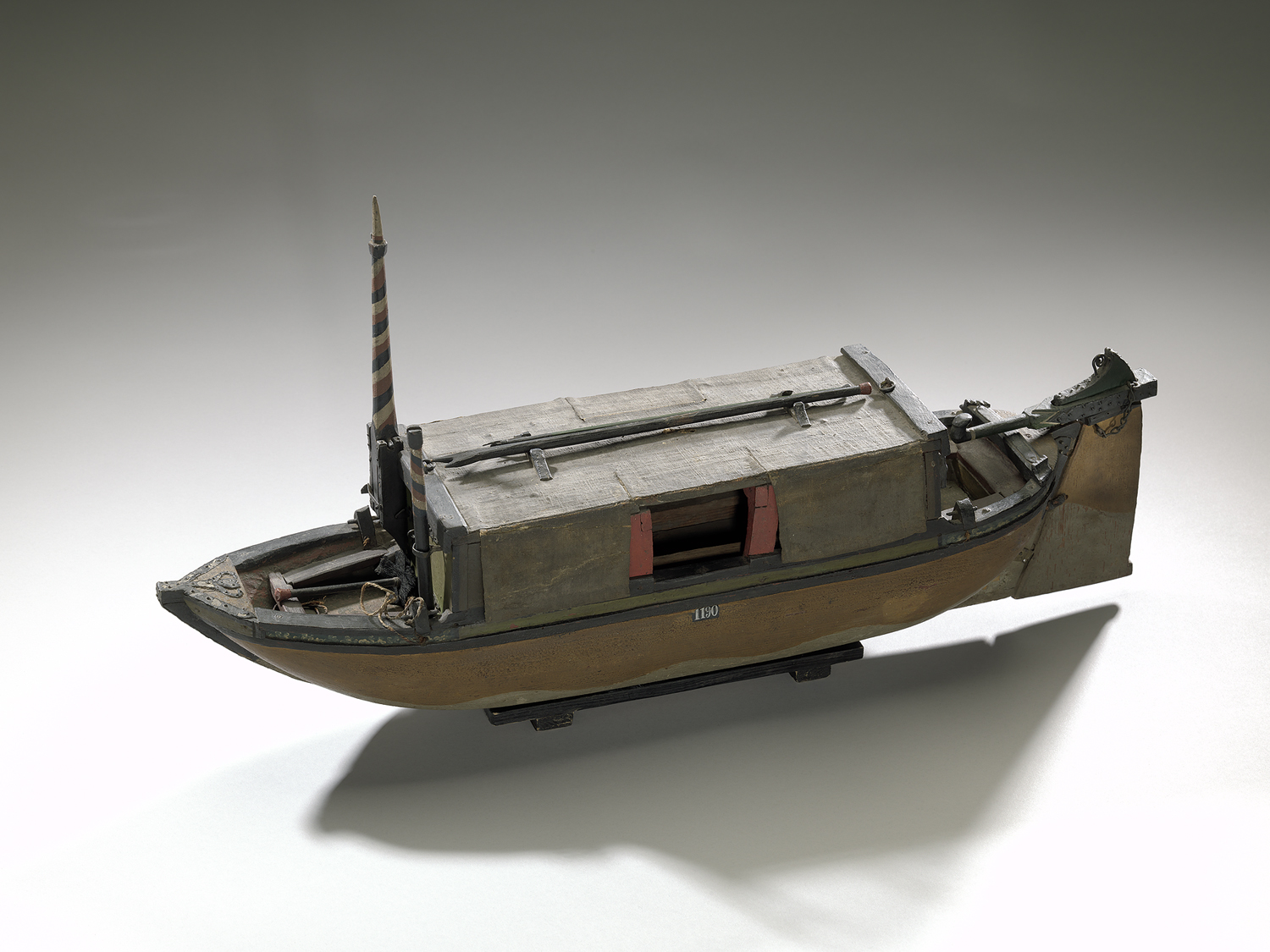
Modell der Treckschut Amsterdam–Haarlem, 1716
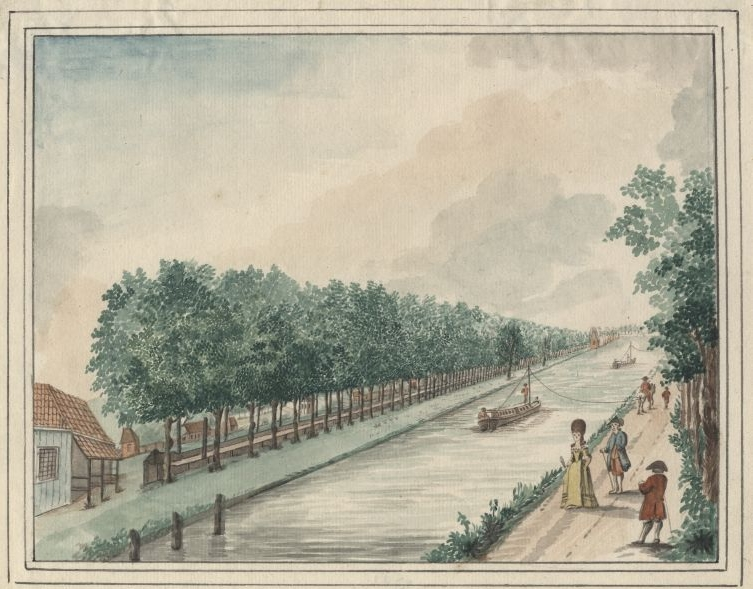
Trekvliet in Leiden, Aquarell von Jacob Timmermans, 1788
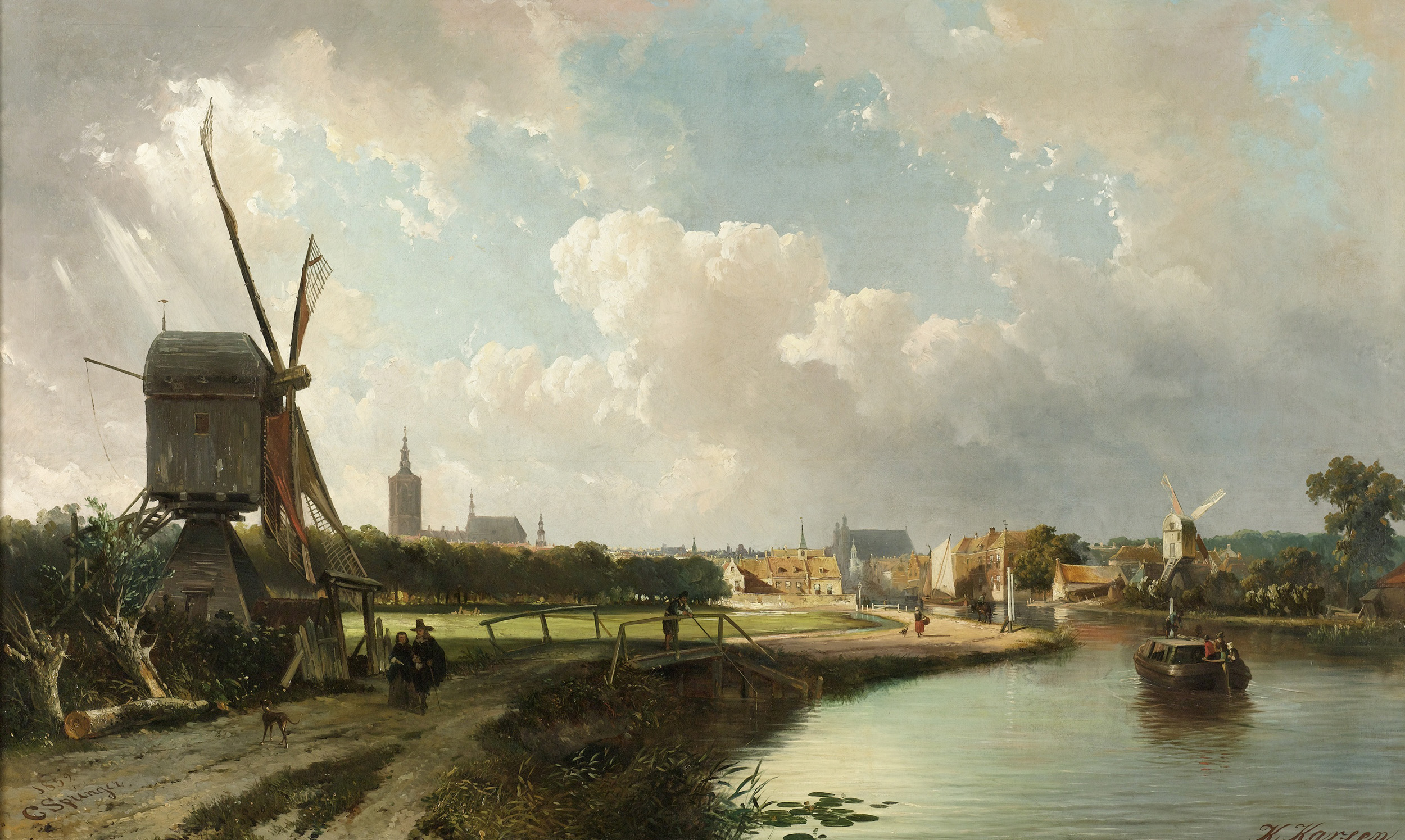
Ansicht von Den Haag, gesehen von Delftse Vaart im 17. Jahrhundert, Ölgemälde von Cornelis Springer, 1852
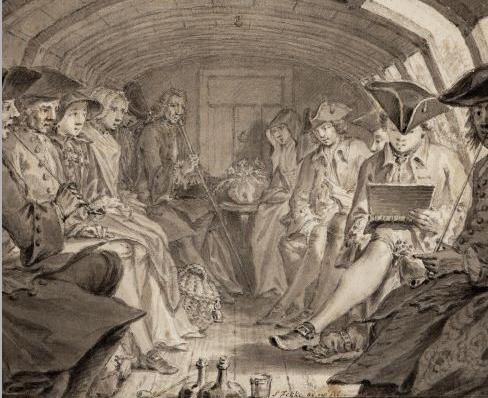
Innenraum einer Treckschüte, Zeichnung von Simon Fokke, 16. Juni 1760
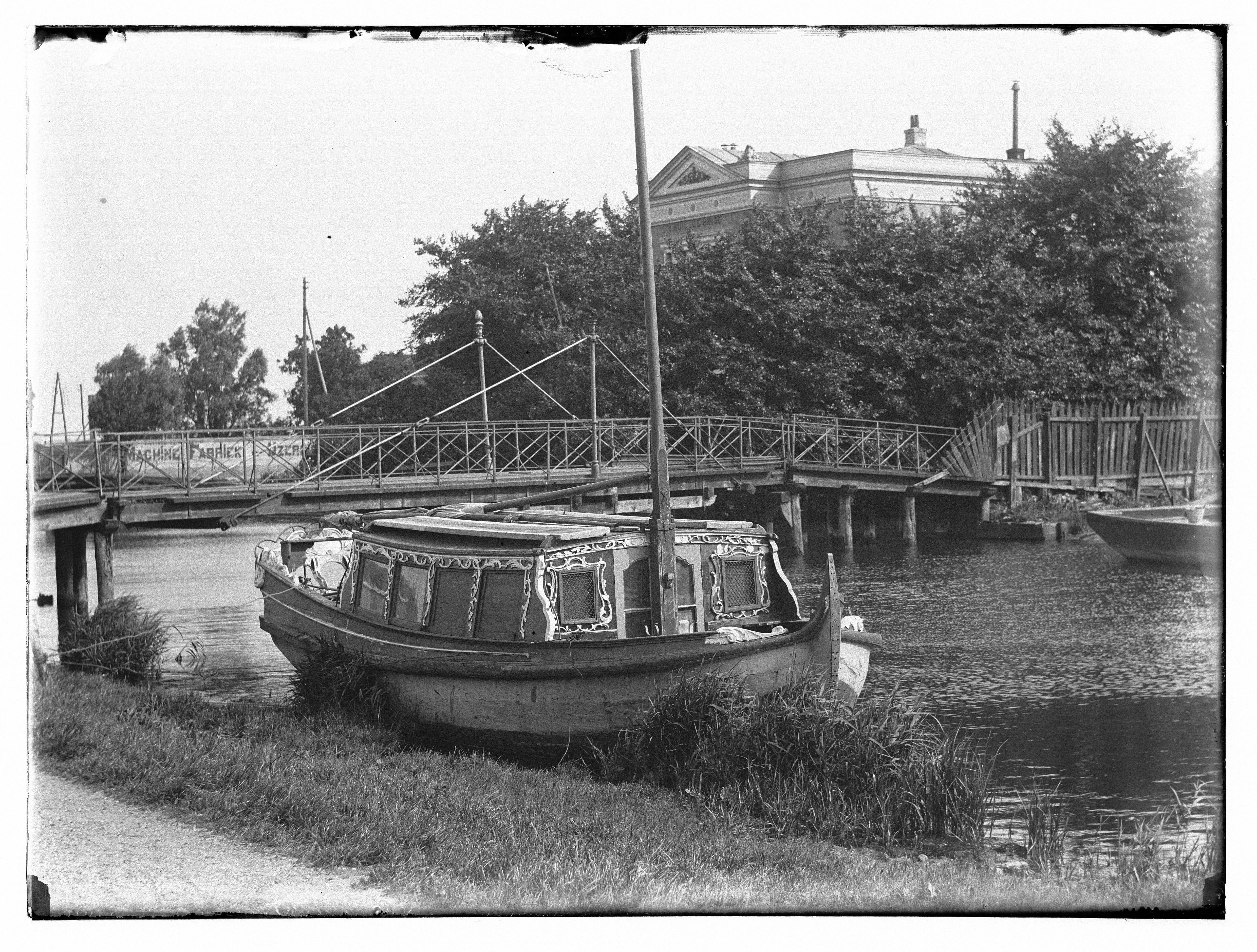
Treckschut in Amsterdam (Weesperzijde), Foto von Jacob Olie, 1901